# Christian Rentsch
Christian Rentsch (* 30. Oktober 1945; † 12. April 2025 in Erlenbach ZH) war ein Schweizer Kulturjournalist und Publizist.
Rentsch war der Sohn des Verlegerehepaares Eugen (1912–1968) und Leonore Rentsch (geb. 1915 als Leonore Speerli) und damit ein Enkel des Lithographen und Verlegers Eugen Rentsch (1877–1948); er studierte in Berlin. Bereits ab 1969 berichtete er als freier Journalist für den Zürcher Tages-Anzeiger, bei dem er dann von 1985 bis 1990 und von 2001 bis zur Auflösung der Redaktion 2003 als Kultur- und Medienredaktor und zwischen 1991 und 1993 als Leiter des Kulturressorts tätig war.
Ab 2004 war Rentsch als freier Publizist für verschiedene Zeitschriften und Buchprojekte aktiv. Insbesondere war er Mitherausgeber und Hauptautor der Bücher «Wem gehört das Wasser?» (2006) und «Mensch Klima – Wer bestimmt die Zukunft?» (2011, beide Lars Müller Verlag, Baden). Mit Urs Röllin gab er 2010 die «Schaffhauser Jazzgespräche. Edition 03» heraus. Weiterhin schrieb er Texte für die Programmhefte der Berliner Jazztage und verfasste die Liner Notes für zahlreiche Tonträger wie das Album Musical Monsters (2016).